# Lijst van Stolpersteine in Middelburg

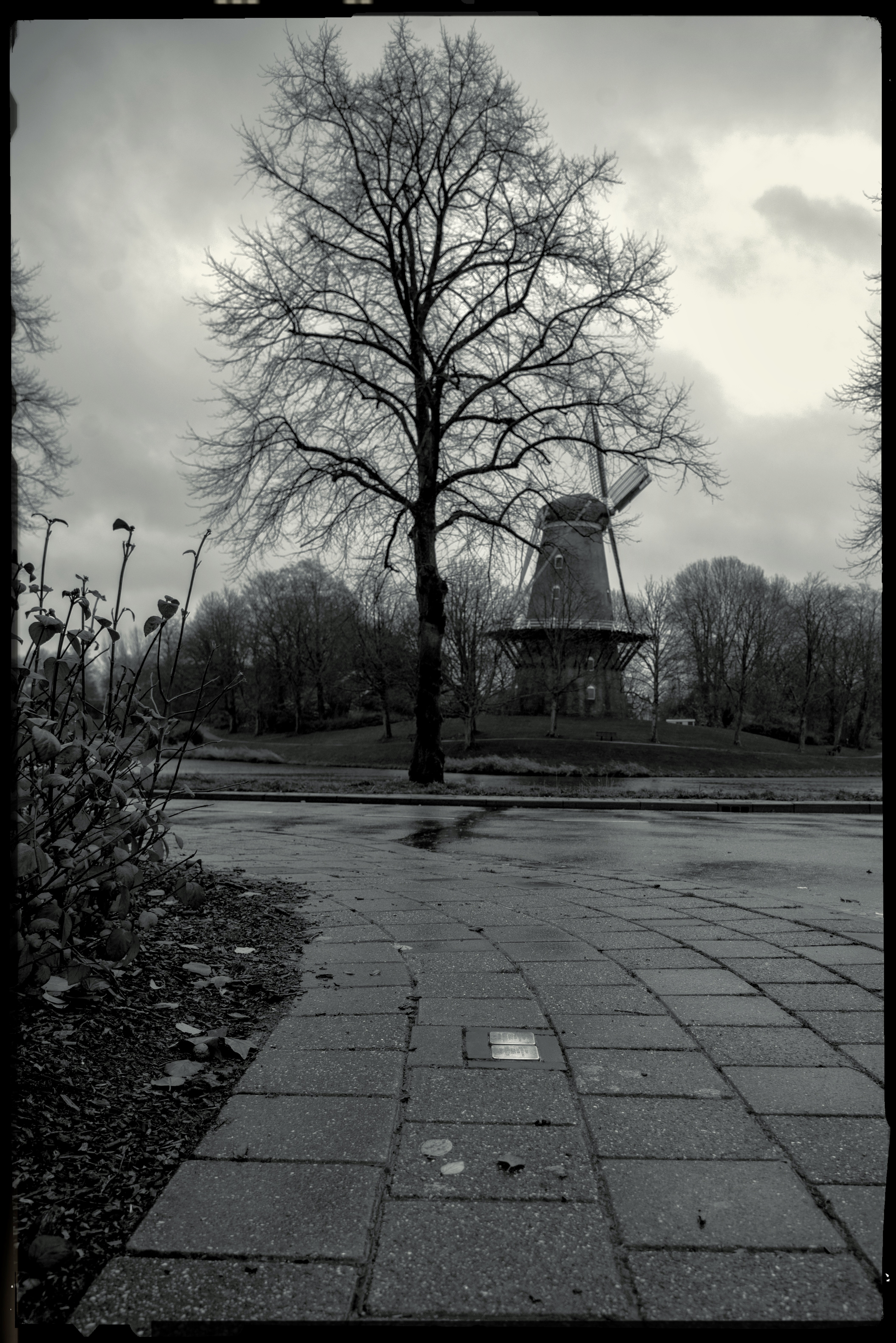
Stolpersteine voor de familie Boasson in Middelburg

De lijst van Stolpersteine in Middelburg geeft een overzicht van de gedenkstenen die in de gemeente Middelburg in de Nederlandse provincie Zeeland zijn geplaatst in het kader van het Stolpersteine-project van de Duitse beeldhouwer-kunstenaar Gunter Demnig.
Stolpersteine zijn opgedragen aan slachtoffers van het nationaalsocialisme, al diegenen die zijn vervolgd, gedeporteerd, vermoord, gedwongen te emigreren of tot zelfmoord gedreven door het nazi-regime. Demnig legt voor elk slachtoffer een aparte steen, meestal voor de laatste zelfgekozen woning.
Omdat het Stolpersteine-project doorloopt, kan deze lijst onvolledig zijn.

## Stolpersteine
In Middelburg liggen 48 Stolpersteine op 26 adressen.

### Middelburg
| Afbeelding | Inscriptie | Adres                                                  | Herdachte persoon                                                                |
| ---------- | --- | ------------------------------------------------------ | -------------------------------------------------------------------------------- |
|            | HIER WOONDE HENRICUS ALBERG GEB. 1874 VERMOORD 30.4.1943 SOBIBOR                                                       | Gravenstraat tussen 6a en 7a (voorheen 24) Kaart (OSM) | Henricus Alberg (1874-1943)                                                      |
|            | HIER WOONDE SIBILLA ALBERG-ALBERGE GEB. 1867 VERMOORD 30.4.1943 SOBIBOR                                                | Gravenstraat tussen 6a en 7a (voorheen 24) Kaart (OSM) | Sibilla Alberg-Alberge (1867-1943)                                               |
|            | HIER WOONDE ELISABETH BARKELAU GEB. 1900 VERMOORD 26.3.1943 SOBIBOR                                                    | Korte Delft 23 Kaart (OSM)                             | Elisabeth Barkelau (1900-1943)                                                   |
|            | HIER WOONDE WILHELMINA BLOK GEB. 1888 VERMOORD 7.9.1942 AUSCHWITZ                                                      | Latijnse Schoolstraat 13a Kaart (OSM)                  | Wilhelmina Blok (1888-1942) was een dochter van Samuel Blok en Helena de Winter. |
|            | HIER WOONDE BERNARD BOASSON GEB. 1910 VERMOORD 30.4.1943 SOBIBOR                                                       | Lange Noordstraat 21 Kaart (OSM)                       | Bernard Boasson (1910-1943)                                                      |
|            | HIER WOONDE HANS KAREL BOASSON GEB. 1915 VERMOORD 5.9.1942 AUSCHWITZ                                                   | Lange Noordstraat 21 Kaart (OSM)                       | Hans Karel Boasson (1915-1942)                                                   |
|            | HIER WOONDE MARC HERMAN BOASSON GEB. 1887 VERMOORD 20.8.1943 GRÄDITZ                                                   | Park de Griffioen 2 Kaart (OSM)                        | Marc Herman Boasson (1887-1943)                                                  |
|            | HIER WOONDE BELLA BOASSON- SANDERS GEB. 1891 VERMOORD 7.9.1942 AUSCHWITZ                                               | Park de Griffioen 2 Kaart (OSM)                        | Bella Boasson-Sanders (1891-1942)                                                |
|            | HIER WOONDE HEINTJE BROKMEIER-DUVEEN GEB. 1887 VERMOORD 19.11.1943 AUSCHWITZ                                           | Molenwater 83 Kaart (OSM)                              | Heintje Brokmeier-Duveen (1887-1943)                                             |
|            | HIER WOONDE JOSEPH ISIDOORE COHEN GEB. 1920 VERMOORD 9.4.1943 SOBIBOR                                                  | Vlasmarkt 19 (voorheen 156) Kaart (OSM)                | Joseph Isidoore Cohen (1920-1943)                                                |
|            | HIER WOONDE MAURITS JOSEPH COHEN GEB. 1876 VERMOORD 19.2.1943 AUSCHWITZ                                                | Vlasmarkt 19 (voorheen 156) Kaart (OSM)                | Maurits Joseph Cohen (1876-1943)                                                 |
|            | HIER WOONDE SAMUEL COHEN GEB. 1898 VERMOORD 9.4.1943 SOBIBOR                                                           | Gortstraat 37 (voorheen Kerspel 19) Kaart (OSM)        | Samuel Cohen (1898–1943)                                                         |
|            | HIER WOONDE LOUISE COHEN-WIJNBERG GEB. 1885 VERMOORD 9.9.1942 AMSTERDAM                                                | Vlasmarkt 19 (voorheen 156) Kaart (OSM)                | Louise Cohen-Wijnberg (1885-1942)                                                |
|            | HIER WOONDE ABRAHAM VAN DAM GEB. 1935 VERMOORD 21.9.1942 AUSCHWITZ                                                     | Park de Griffioen 10 Kaart (OSM)                       | Abraham van Dam (1935-1942)                                                      |
|            | HIER WOONDE PHILIP ISAAC VAN DAM GEB. 1912 VERMOORD 31.12.1942 AUSCHWITZ                                               | Park de Griffioen 10 Kaart (OSM)                       | Philip Isaac van Dam (1912-1942)                                                 |
|            | HIER WOONDE HENRIËTTE VAN DAM-POLAK GEB. 1913 VERMOORD 21.9.1942 AUSCHWITZ                                             | Park de Griffioen 10 Kaart (OSM)                       | Henriette van Dam-Polak (1913-1942)                                              |
|            | HIER WOONDE MAX ISRAEL FISCHER GEB. 1913 VLUCHT FRANKRIJK GEARRESTEERD GEDEPORTEERD 1944 BUCHENWALD VERMOORD 29.4.1945 | Stationsstraat 22 Kaart (OSM)                          | Max Israel Fischer (1913-1945)                                                   |
|            | HIER WOONDE IZAAK ABRAHAM FRANK GEB. 1864 VERMOORD 21.9.1942 AUSCHWITZ                                                 | Lange Delft 21 (voorheen 33) Kaart (OSM)               | Izaak Abraham Frank (1864-1942)                                                  |
|            | HIER WOONDE MIETJE FRANK GEB. 1894 VERMOORD 7.9.1942 AUSCHWITZ                                                         | Blindenhoek 2 Kaart (OSM)                              | Mietje Frank (1894-1942)                                                         |
|            | HIER WOONDE BETSY SUZANNA GOKKES GEB. 1915 VERMOORD 25.9.1942 AUSCHWITZ                                                | Bleek 11 Kaart (OSM)                                   | Betsy Suzanna Gokkes (1915-1942)                                                 |
|            | HIER WOONDE ELIAZAR GOKKES GEB. 1882 VERMOORD 7.9.1942 AUSCHWITZ                                                       | Bleek 11 Kaart (OSM)                                   | Eliazar Gokkes (1882-1942)                                                       |
|            | HIER WOONDE GEERTRUIDA GOKKES-KEIZER GEB. 1886 VERMOORD 7.9.1942 AUSCHWITZ                                             | Bleek 11 Kaart (OSM)                                   | Geertruida Gokkes-Keizer (1886-1942)                                             |
|            | HIER WOONDE IZAAC PHILIP JOËL DE GROOT GEB. 1877 VERMOORD 4.9.1944 WESTERBORK                                          | Noordbolwerk 15 Kaart (OSM)                            | Izaac Philip Joël de Groot (1877-1944)                                           |
|            | HIER WOONDE HENRI HEERTJE GEB. 1913 VERMOORD 23.7.1943 SOBIBOR                                                         | Park de Griffioen 22 Kaart (OSM)                       | Henri Heertje (1913-1943)                                                        |
|            | HIER WOONDE EVALINA HEERTJE- SCHOOLMEESTER GEB. 1915 VERMOORD 23.7.1943 SOBIBOR                                        | Park de Griffioen 22 Kaart (OSM)                       | Evalina Heertje-Schoolmeester (1915-1943)                                        |
|            | HIER WOONDE FRERIK BART VAN ITALLIE GEB. 1941 VERMOORD 8.4.1944 AUSCHWITZ                                              | Laan van Nieuwenhove 5 Kaart (OSM)                     | Frerik Bart van Itallie (1941-1944)                                              |
|            | HIER WOONDE ANNA WILHELMINA VAN ITALLIE- VAN RAALTE GEB. 1912 VERMOORD 8.4.1944 AUSCHWITZ                              | Laan van Nieuwenhove 5 Kaart (OSM)                     | Anna Wilhelmina van Itallie-van Raalte (1912-1944)                               |
|            | HIER WOONDE ANNE MARIE JACOBSON GEB. 1930 VERMOORD 7.9.1942 AUSCHWITZ                                                  | Lange Delft 123 Kaart (OSM)                            | Anne Marie Jacobson (1930-1942)                                                  |
|            | HIER WOONDE KAREL LEVIEN JACOBSON GEB. 1890 VERMOORD 7.9.1942 AUSCHWITZ                                                | Lange Delft 123 Kaart (OSM)                            | Karel Levien Jacobson (1890-1942)                                                |
|            | HIER WOONDE KARLA ANNIE JACOBSON GEB. 1927 VERMOORD 7.9.1942 AUSCHWITZ                                                 | Lange Delft 123 Kaart (OSM)                            | Karla Annie Jacobson (1927-1942)                                                 |
|            | HIER WOONDE ROBERT KAREL JACOBSON GEB. 1924 VERMOORD 30.6.1944 MIDDEN-EUROPA                                           | Lange Delft 123 Kaart (OSM)                            | Robert Karel Jacobson (1924-1944)                                                |
|            | HIER WOONDE JOHANNA JACOBSON- VAN BEEVER GEB. 1892 VERMOORD 7.9.1942 AUSCHWITZ                                         | Lange Delft 123 Kaart (OSM)                            | Johanna Jacobson-van Beever (1892-1942)                                          |
|            | HIER WOONDE EVA JESAIJES- BRAASEM GEB. 1874 VERMOORD 1.10.1942 AUSCHWITZ                                               | Lange Geere 30 Kaart (OSM)                             | Eva Jesaijes-Braasem (1874-1942)                                                 |
|            | HIER WOONDE LOUIS LEIJDESDORFF GEB. 1875 GEDEPORTEERD 1943 UIT WESTERBORK VERMOORD 2.7.1943 SOBIBOR                    | Markt 9 (voorheen 6) Kaart (OSM)                       | Louis Leijdesdorff (1875-1943)                                                   |
|            | HIER WOONDE RIKA LOUISE LEIJDESDORFF-VAN OS GEB. 1876 GEDEPORTEERD 1943 UIT WESTERBORK VERMOORD 2.7.1943 SOBIBOR       | Markt 9 (voorheen 6) Kaart (OSM)                       | Rika Louise Leijdesdorff-van Os(1876-1943)                                       |
|            | HIER WOONDE MARCUS NATHAN GEB. 1869 VERMOORD 5.2.1943 AUSCHWITZ                                                        | Wagenaarstraat 10 Kaart (OSM)                          | Marcus Nathan (1869-1943), ook genaamd Cohen                                     |
|            | HIER WOONDE LION POLAK GEB. 1925 VERMOORD 17.4.1945 LOOSDRECHT                                                         | Rouaansekaai 27 Kaart (OSM)                            | Lion Polak (1925-1945)                                                           |
|            | HIER WOONDE SIMON POLAK GEB. 1905 VERMOORD 31.12.1942 AUSCHWITZ                                                        | Gortstraat 28 Kaart (OSM)                              | Simon Polak (1905-1942)                                                          |
|            | HIER WOONDE SARA POLAK- BRAASEM GEB. 1869 VERMOORD 26.2.1943 AUSCHWITZ                                                 | Langevielesingel 66 Kaart (OSM)                        | Sara Polak-Braasem (1869-1943)                                                   |
|            | HIER WOONDE ABRAHAM PRINS GEB. 1906 VERMOORD 1.2.1944 KZ GRADITZ                                                       | Lange Delft 99 Kaart (OSM)                             | Abraham Prins (1906-1944)                                                        |
|            | HIER WOONDE CECILIA PRINS GEB. 1935 VERMOORD 7.9.1942 AUSCHWITZ                                                        | Lange Delft 99 Kaart (OSM)                             | Cecilia Prins (1935-1942)                                                        |
|            | HIER WOONDE CLARA MARLINA PRINS GEB. 1938 VERMOORD 7.9.1942 AUSCHWITZ                                                  | Lange Delft 99 Kaart (OSM)                             | Clara Marlina Prins (1938-1942)                                                  |
|            | HIER WOONDE SIENTJE PRINS- MENIST GEB. 1909 VERMOORD 7.9.1942 AUSCHWITZ                                                | Lange Delft 99 Kaart (OSM)                             | Sientje Prins-Menist (1909-1942)                                                 |
|            | HIER WOONDE REBEKKA BARTHA VRIESMAN- VAN WITTENE GEB. 1896 VERMOORD 1.10.1942 AUSCHWITZ                                | Lange Delft 19 (voorheen 27) Kaart (OSM)               | Rebekka Bartha Vriesman-Van Wittene (1896-1942)                                  |
|            | HIER WOONDE LEVIE BEREND VRIESMAN GEB. 1920 VERMOORD 31.1.1943 AUSCHWITZ                                               | Lange Delft 19 (voorheen 27) Kaart (OSM)               | Levie Berend Vriesman (1920-1943)                                                |
|            | HIER WOONDE BETJE VAN WITTENE- BRAASEM GEB. 1863 VERMOORD 1.10.1942 AUSCHWITZ                                          | Lange Geere 30 Kaart (OSM)                             | Betje van Wittene-Braasem (1863-1942)                                            |
|            | HIER WOONDE LEVIE ZWARTVERWER GEB. 1880 VERMOORD 11.12.1942 AUSCHWITZ                                                  | Herenstraat 10 Kaart (OSM)                             | Levie Zwartverwer (1880-1942)                                                    |
|            | HIER WOONDE MARIA ZWARTVERWER-ZIFF GEB. 1883 VERMOORD 11.12.1942 AUSCHWITZ                                             | Herenstraat 10 Kaart (OSM)                             | Maria Zwartverwer-Ziff (1883-1942)                                               |

## Data van plaatsingen

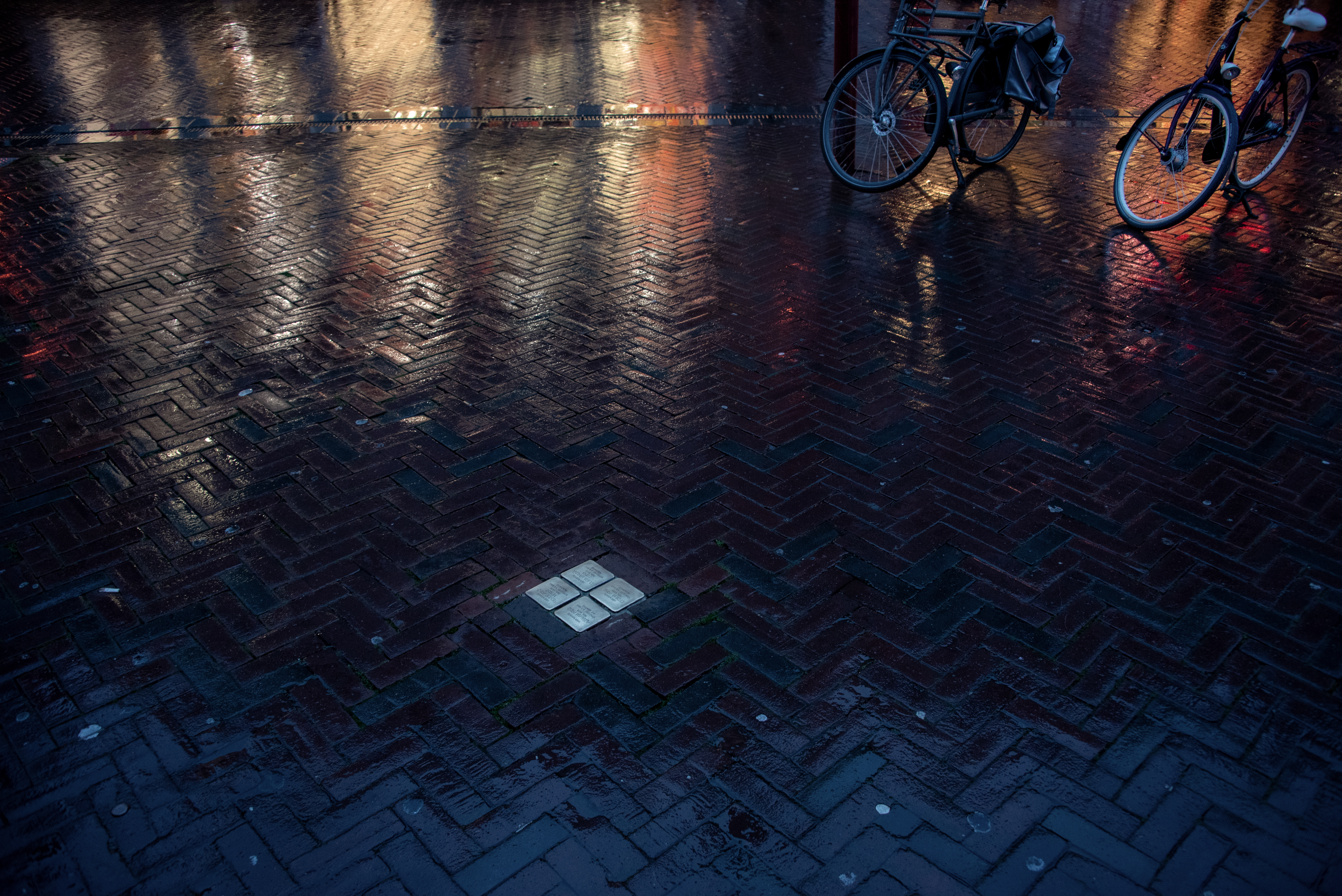
Stolpersteine in Middelburg

- 21 februari 2016: Middelburg (Lange Delft 21, Lange Delft 99, Lange Delft 123, Markt 9)
- 15 november 2016: Middelburg (Langevielsingel 66, Park de Griffioen 2, Park de Griffioen 10, Park de Griffioen 22)
- 15 december 2016: Middelburg (Blindenhoek 2, Latijnse Schoolstraat 13a, Molenwater 83, Noordbolwerk 15)
- juli 2017: Middelburg (Korte Delft 23)